# سيسيل هوارد غرين
سيسيل هوارد غرين (بالإنجليزية: Cecil Howard Green) هو شخصية أعمال أمريكي، وكان عالم جيوفيزيائي، ومهندسًا كهربائيًا، ومديرًا تنفيذيًا لتصنيع الإلكترونيات، وقد تدرب في جامعة كولومبيا البريطانية ومعهد ماساتشوستس للتكنولوجيا. ولد في 6 أغسطس 1900 في Whitefield, Greater Manchester ‏ في المملكة المتحدة، وتوفي في 11 أبريل 2003 في لاهويا في الولايات المتحدة.